# La Geneytouse
La Geneytouse település Franciaországban, Haute-Vienne megyében. Lakosainak száma 988 fő (2022. január 1.). La Geneytouse Saint-Léonard-de-Noblat, Aureil, Eybouleuf, Eyjeaux, Royères, Saint-Denis-des-Murs és Saint-Paul községekkel határos.

## Népesség
A település népességének változása:
| Lakosok száma | 842  | 909  | 957  | 958  | 966  | 975  | 979  | 984  | 988  |
|               | 2013 | 2015 | 2016 | 2017 | 2018 | 2019 | 2020 | 2021 | 2022 |